# Alberto Suárez Inda
Alberto Suárez Inda, né le 30 janvier 1939 à Celaya, est un prélat mexicain, archevêque de Morelia de 1995 à 2016, cardinal depuis février 2015.

## Biographie
Il est ordonné prêtre le 8 août 1967 pour l'archidiocèse de Morelia.

### Évêque
Le 5 novembre 1985, Jean-Paul II le nomme évêque de Tacámbaro dans l'état du Michoacán. Il reçoit la consécration épiscopale le 20 décembre suivant des mains de Mgr Prigione, nonce apostolique au Mexique (en) avec comme co-consécrateurs Estanislao Alcaraz y Figueroa (es) et Luis Morales Reyes (es). 
Le 20 janvier 1995, il revient à Morelia comme archevêque métropolitain. Il se retire de cette charge le 5 novembre 2016.

### Cardinal
Il est créé cardinal le 14 février 2015 par François, en même temps que dix-neuf autres prélats,. Il reçoit alors le titre de San Policarpo. Il atteint la limite d'âge le 30 janvier 2019, ce qui l'empêche de participer aux votes d'un éventuel conclave.

## Succession apostolique
Alberto Suárez Inda a ordonné les évêques suivants :
- Archevêque Leopoldo González González (1999)
- Archevêque Francisco Moreno Barrón (es) (2002)
- Évêque Salvador Rangel Mendoza (es), O.F.M. (2009)
- Évêque Juan Espinoza Jiménez (es) (2011)
- Évêque Víctor Alejandro Aguilar Ledesma (es) (2016)
- Évêque Herculano Medina Garfias (de) (2016)
- Évêque Salvador Cleofás Murguía Villalobos (de), S.D.B. (2018)
- Évêque Joel Ocampo Gorostieta (es) (2019)